# CWUR世界大学ランキング
CWUR世界大学ランキング（英語: The Center for World University Rankings）は、アラブ首長国連邦にあるCenter for World University Rankingsによって公表されている世界大学ランキングである。

## 特徴
英語圏の大学に有利な外国人教員や留学生の比率といった指標を無視し、学術研究のみに重点を置いている。そのためか、日本の大学が他の主要世界大学ランキングと比べて比較的高い評価を得る傾向がある一方、中国の大学は、国際的学術賞を受賞した卒業者数の割合等に関する「教育の質」項目の評価が非常に低いため、比較的低く査定される傾向があり、これも他のランキングでは見られない現象である。
2018年から調査方法に若干の変更があるが、自国民の研究と教育から重視する点は不動である。
センターはアラブ首長国連邦に置かれているものの、中近東の大学を過大に評価するという傾向はいまだ全く見られない。近年日本の大学は、ほかのランキングと同様に順位を落としており、少子高齢化に伴う大学院入学水準の低下も指摘されている。

## 順位
| 順位 | 大学                                 |
| ---- | ------------------------------------ |
| 1    | ハーバード大学                       |
| 2    | マサチューセッツ工科大学             |
| 3    | スタンフォード大学                   |
| 4    | ケンブリッジ大学                     |
| 5    | オックスフォード大学                 |
| 6    | プリンストン大学                     |
| 7    | コロンビア大学                       |
| 8    | シカゴ大学                           |
| 9    | ペンシルベニア大学                   |
| 10   | イェール大学                         |
| 11   | カルフォルニア工科大学               |
| 12   | カルフォルニア大学バークレー校       |
| 13   | 東京大学                             |
| 14   | コーネル大学                         |
| 15   | ノースウェスタン大学                 |
| 16   | ミシガン大学アナーバー校             |
| 17   | ジョンズ・ホプキンス大学             |
| 18   | カルフォルニア大学ロサンゼルス校     |
| 19   | ロンドン大学                         |
| 20   | デューク大学                         |
| 21   | PSL研究大学                          |
| 22   | イリノイ大学アーバナ・シャンペーン校 |
| 23   | トロント大学                         |
| 24   | ニューヨーク大学                     |
| 25   | ワシントン大学                       |